# Bertil Lundell
Bertil "Berra" Lundell, född 6 september 1908 i Stockholm död 11 juli 1996 i Bandhagen, var en svensk ishockey-, fotbolls- och bandyspelare. Han spelade som back åren 1929-1942.
Han blev svensk mästare i ishockey fem gånger. 
Lundell spelade VM i ishockey 1935 och 1937 samt i de olympiska vinterspelen 1936. Han blev Stor grabb i ishockey nummer 14. 
 Han värvades 1929 från sin moderklubb Mode. Lundell spelade för Hammarby IF resten av sin aktiva karriär. Fotbollslaget spelade han för en säsong i allsvenskan.